# 2-Cyanacrylsäureethylester
2-Cyanacrylsäureethylester, auch Ethylcyanacrylat genannt, ist ein Nitrilderivat des Ethylesters der Acrylsäure. Es gehört zur Gruppe der Acrylate, genauer der Cyanacrylate.

## Gewinnung und Darstellung
2-Cyanacrylsäureethylester kann durch Reaktion eines Alkylcyanoacetats (Ethylcyanoacetat) mit Formaldehyd und anschließende Depolymerisation gewonnen werden.
CH2(CN)CO2Et  +  CH2O   →  CH2=C(CN)CO2Et  +  H2O

## Chemische Eigenschaften
2-Cyanacrylsäureethylester ist eine farblose Flüssigkeit mit charakteristisch-stechendem Geruch, die bei Kontakt mit Feuchtigkeit, Aminen, alkalischen Substanzen und Ethanol sehr schnell in einer exothermen Reaktion polymerisiert.

## Verwendung
2-Cyanacrylsäureethylester wird hauptsächlich als Sekundenkleber verwendet und härtet meistens in weniger als einer Minute aus. Es ist die mit Abstand am meisten genutzte Verbindung in diesem Bereich. Andere Vertreter wie Allylcyanacrylat haben eine deutlich untergeordnete Bedeutung. Er wird auch in der Forensik verwendet, um mit Hilfe von Cyanacrylatdämpfen Fingerabdrücke sichtbar zu machen.